# Линейные корабли проекта «L-20»
Линейные корабли проекта «L-20» (нем. L-20) — нереализованный проект германских линейных кораблей супер дредноутов периода Первой мировой войны. Корабли этого класса должны были стать дальнейшим развитием линкоров типа «Байерн».

## История создания
Главнокомандующий «Флота открытого моря» вице-адмирал Райнхард Шеер после Ютландского сражения дал задание на разработку новых мощных линкоров. Техническое задание предусматривало вооружить новые корабли пушками 420 мм. Броневой пояс должен был составить 350 мм, а скорость хода 23 узла. При этом водоизмещение должно было составить не менее 50 тыс. тонн. 21 августа 1917 года были готовы проекты новых линкоров L 20 и L 24. Проекты были схожи имея водоизмещение 50 000 тонн и скорость хода 23 уз. В процессе проектирования было решено отказаться от броневого пояса ниже ватерлинии, что дало выигрыш в скорости достигшей 26 узлов. Вооружение линкоров — 420 мм (16.5 дюймов) пушек в трех двух орудийных башнях. После доработки проекта количество башен возросло до четырёх. Корабли должны были иметь единую треногую фок-мачту, как это было характерно для немецких линкоров. Внешне корабли были очень похожи на линейных крейсеры класса Эрзац Йорк.

## Вооружение
Вооружение 8×420 мм орудий располагалось в 4 двухорудийных башнях. Расположенные в бронированных казематах 12×150 мм пушек составляли средний калибр. Зенитные батареи составляли 8×88 мм пушек Flak L/45 или 8×105 мм пушек Flak L/45. Торпедные аппараты (600 или 700 мм) располагались один в носу, два по бортам.
Новые 420 мм пушки обладали следующими характеристиками:
- Угол возвышения орудия 30 градусов
- Масса снаряда 1000 кг
- Начальная скорость снаряда 800 м/сек
- Дальность стрельбы 33 000 м.

## Бронирование
Бронирование линкоров проекта L-20 доходило до 350—420 мм.
- главный пояс: 80-420 мм
- верхний пояс: 120—150 мм
- траверзы: 140—350 мм
- башни ГК: 250—420 мм
- барбеты башен ГК: 250—400 мм
- боевая рубка: 170—420 мм

## Силовая установка
4 паровые турбины, вращающие 4 вала с 4 гребными винтами. Силовая установка линкоров L-20 состояла из 6 мазутных и 16 угольных котлов Шульца-Торникрофта.
- Запасы топлива:
- 2950 тонн угля;
- 1970 тонн мазута.